# Брюне, Эмиль
Эмиль Люсьен Брюне (фр. Emile Lucien Brunet; 8 июня 1863, Брюссель, Бельгия — 10 мая 1945, там же) — бельгийский государственный деятель, председатель Палаты представителей Бельгии (1919—1928), участник социал-демократического и валлонского движения.

## Биография
Окончил Брюссельский свободный университет, ему была присвоена ученая степень доктора права.
Занимался юридической практикой в Шарлеруа, а с 1911 по 1912 гг. был председателем правления местного совета адвокатов.
Под влиянием Жюля Дестре, которого он знал еще по совместной учебе в университете, он вступил в Бельгийскую рабочую партию. В качестве ее представителя с 1912 г. до конца жизни избирался депутатом Палаты представителей от округа Шарлеруа. В 1919—1928 гг. занимал пост председателя Палаты.
В 1918 г. в течение нескольких месяцев занимал пост министра без портфеля в бельгийском правительстве в изгнании, находившемся во французском Гавре.
Как активист «Валлонского движения» в 1910 г. стал членом Ассоциации французской культуры, а с 1912 года по 1914 г; и с 1921 по 1940 г. также входил в состав делегатов Валлонской Ассамблеи. В 1938 г. председательствовал на первом съезде валлонских социалистов.
В 1925 г. король присвоил ему почетный титул государственного министра.